# Kohylnyk
Der Kohylnyk (ukrainisch Когильник, rumänisch Cogâlnic oder Cogilnic, russisch Когыльник Kogylnik), deutsch auch Kogelnik, ist ein 243 km langer Zufluss zum Sassyksee in Bessarabien.
Er entspringt in dem moldauischen Rajon Nisporeni nahe dem Kloster Hîncu und fließt in südöstliche Richtung, um nach 125 km die Grenze zur ukrainischen Oblast Odessa zu überfließen. Innerhalb der Ukraine legt er die letzten 118 Flusskilometer zurück und mündet schließlich in den Sassyksee am Schwarzen Meer. Das Einzugsgebiet des Kohylnyk beträgt 3910 km².